# Гозлен (епископ Туля)
Гозлен из Туля (фр. Gauzelin de Toul, умер 7 сентября 962, Буксьер-о-Дам, Франция) — католический святой, епископ Туля.

## Биография

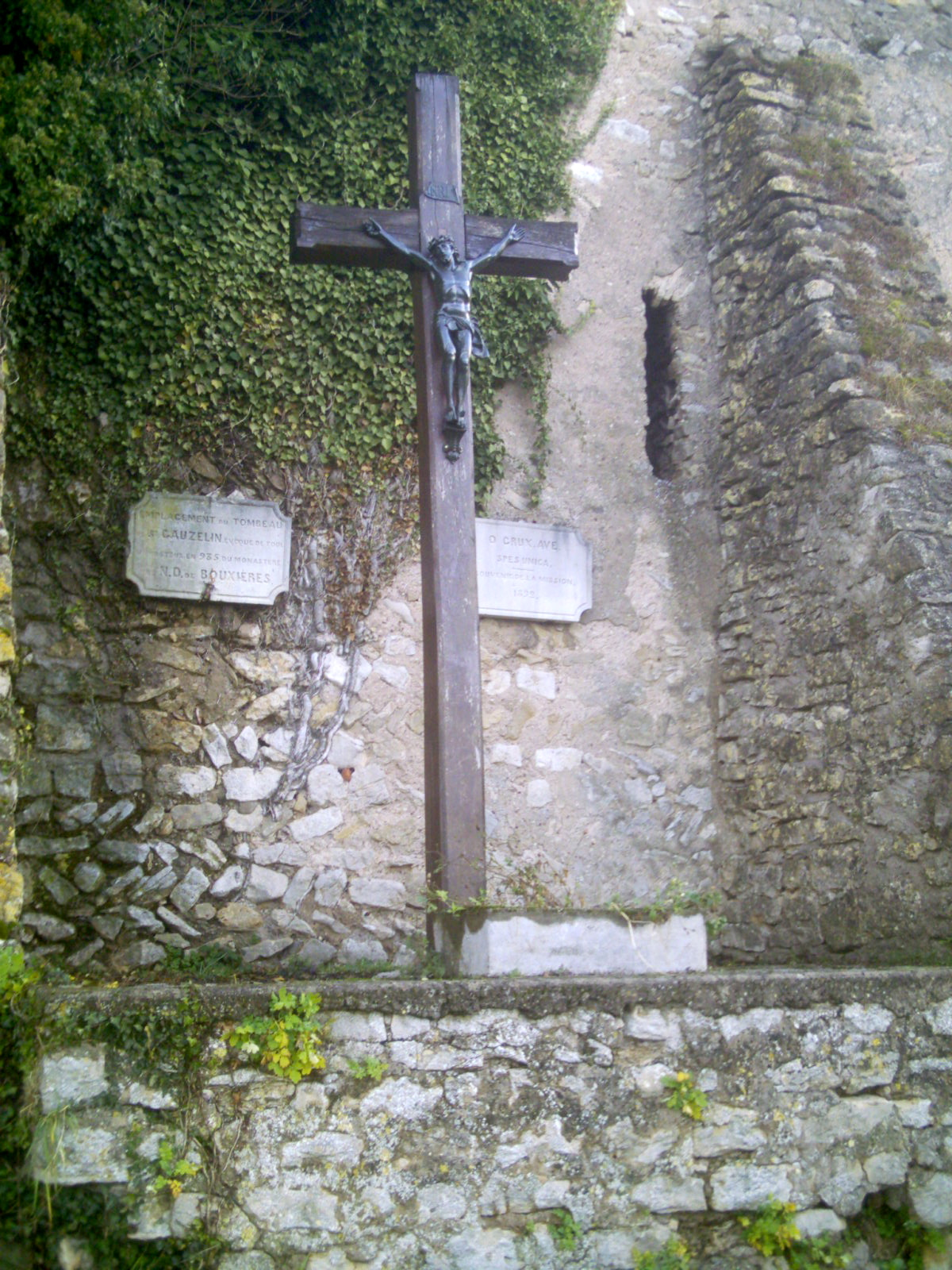
Могила святого Гозлена в Буксьер-о-Дам.

Родился в благородной франкской семье. Служил нотарием королевской канцелярии, когда король Карл Простой назначил его епископом в город Туль. Он был посвящён в сан епископа Туля 17 марта 922 года.
После разрушений, вызванных датским и венгерским вторжением, в епархии была проведена реформа монастырей. Гозлен основал многие монастыри. В 935—936 годах он основал монастырь в Буксьер-о-Дам. Многие принадлежавшие ему предметы (Евангелие, чаша, гребень и литургические епископские кольца) находятся ныне в соборе Нанси.